# Petr Vrabec
Petr Vrabec (5 giugno 1962) è un ex calciatore ceco, di ruolo centrocampista.

## Carriera

### Club
Veste le maglie di Tábor, Sparta Praga, Stuttgarter Kickers, Viktoria Žižkov e Chmel Blšany.

### Nazionale
Il 24 marzo 1993 esordisce contro Cipro (1-1). Il 2 giugno del 1993 sigla una rete alla Romania (5-2).

## Palmarès

### Club

#### Competizioni nazionali
- Campionato cecoslovacco: 6

Sparta Praga: 1986-1987, 1987-1988, 1988-1989, 1989-1990, 1990-1991, 1992-1993
- Československý Pohár: 3

Sparta Praga: 1987-1988, 1988-1989, 1991-1992

#### Competizioni internazionali
- Coppa Piano Karl Rappan: 1

Sparta Praga: 1989